# Economia de l'empresa
L'economia administrativa o economia de l'empresa és la branca de l'economia que aplica l'anàlisi microeconòmic a les decisions empresarials específiques. Com a tal, és una conjunció de la teoria econòmica amb l'economia pràctica. Utilitza tècniques quantitatives, com ara l'anàlisi de regressió i la correlació, el càlcul lagrangià, la programació lineal, la teoria de les decisions, i la teoria del jocs. En aquest sentit és molt similar a la investigació d'operacions; de fet, utilitza moltes de les tècniques de la investigació operacional.
El propòsit principal de l'economia administrativa és realitzar l'optimització de les decisions empresarials sota els objectius i les restriccions imposades per l'escassesa.
Encara que qualsevol decisió empresarial pot ser analitzada amb l'economia administrativa, sovint s'utilitza en:
- l'estimació de la demanda - les tècniques estadístiques com ara l'anàlisi de regressió són utilitzades per a determinar el nivell de la demanda d'un producte, servei o marca.
- l'anàlisi dels riscos - diversos models d'incertesa, regles de decisió i de la quantificació dels riscos són utilitzats per a determinar el risc d'una decisió.
- l'anàlisi de la producció - tècniques microeconòmiques utilitzades per a analitzar l'eficiència de la producció, l'assignació òptima dels factors, costos, economies d'escala i per a estimar la funció de costos de l'empresa.
- l'anàlisi del preu: tècniques microeconòmiques que s'utilitzen per a analitzar les decisions de determinació dels preus, com ara la transferència de preus, l'assignació conjunta dels preus, les estimacions de l'elasticitat dels preus, i l'elecció del preu òptim.
- el pressupost del capital - teoria de la inversió, que s'utilitza per a examinar les decisions de compra de capital d'una empresa.

A les universitats aquest curs s'ofereix principalment als estudiants avançats de llicenciatura.